# Bistum Kabwe
Das Bistum Kabwe (lateinisch Dioecesis Kabvensis, englisch Diocese of Kabwe) ist eine in Sambia gelegene römisch-katholische Diözese mit Sitz in Kabwe.

## Geschichte
Das Bistum Kabwe wurde am 29. Oktober 2011 durch Papst Benedikt XVI. aus Gebietsabtretungen des Bistums Mpika und des Erzbistums Lusaka errichtet. Es wurde dem Erzbistum Lusaka als Suffraganbistum unterstellt. Erster Bischof wurde Clement Mulenga SDB.
Mit der Errichtung der Kirchenprovinz Ndola am 18. Juni 2024 wurde das Bistum dem Erzbistum Ndola als Suffragan unterstellt.